# HAM-17
A 17 m-es amatőrsáv a rövidhullámú rádiófrekvenciás tartományban lévő, rádióamatőrök számára kijelölt sáv. A kijelölt frekvenciatartomány: 18068 - 18168 kHz.

## Terjedési sajátosságai[1]
A 17m-es amatőrsáv a rövidhullámú rádiófrekvenciás tartományban van, ezért a rövidhullámokra jellemző terjedési tulajdonságai vannak:
- térhullámok főként a nappali időszakban.
- az éjjeli időszakban megnő a holtzóna
- napfoltminimum idején a terjedés gyengül, vagy egyáltalán nincs

## A 17 m-es amatőrsávra vonatkozó nemzetközisávterv[2]
| ITU 1                                                | ITU 2 | ITU 3 |
| ---------------------------------------------------- | ----- | ----- |
| 18 068–18 168 kHz 1. AMATŐR 2. MŰHOLDAS AMATŐR 5.154 |       |       |

- 5.154 - Járulékos felosztás: Örményországban, Azerbajdzsánban, az Oroszországi Föderációban, Grúziában, Kazahsztánban, Kirgizisztánban, Tádzsikisztánban, Türkmenisztánban és Ukrajnában a 18 068−18 168 kHz sávot elsődleges jelleggel, 1 kW-ot meg nem haladó csúcsteljesítménnyel ezeknek az országoknak a határain belüli használatra az állandóhelyű szolgálat számára is felosztották. (WRC‑03)

## A sávblokk Magyarországon érvényessávterve[3]
| 18 068–18 168 kHz | 18 068–18 168 kHz | 18 068–18 168 kHz | 18 068–18 168 kHz             | 18 068–18 168 kHz         | 18 068–18 168 kHz       | 18 068–18 168 kHz             | 18 068–18 168 kHz      |
| A                 | B                 | C                 | D                             | E                         | F                       | G                             | H                      |
| ----------------- | ----------------- | ----------------- | ----------------------------- | ------------------------- | ----------------------- | ----------------------------- | ---------------------- |
| AMATŐR            |                   | P                 | 1                             | K                         | Amatőrrádiózás          | ECC/REC/(02)01 MSZ EN 301 783 | 3. melléklet 7. pont   |
| MŰHOLDAS AMATŐR   |                   | P                 | 1                             | K                         | Műholdas amatőrrádiózás | ECC/REC/(02)01 MSZ EN 301 783 | 3. melléklet 7. pont   |
|                   |                   | PN                |                               |                           | SRD                     |                               | 3. melléklet 9.1. pont |
| 3                 | K                 | PN                | Vasúti alkalmazások           | 3. melléklet 9.5.1. pont  |                         |                               |                        |
| 3                 | K                 | PN                | Rádiómeghatározó alkalmazások | 3. melléklet 9.7.1. pont  |                         |                               |                        |
| 3                 | K                 | PN                | Induktív alkalmazások         | 3. melléklet 9.10.1. pont |                         |                               |                        |

- Az A oszlop meghatározza az adott sávhoz rendelt egyes rádiószolgálatokat
- A B oszlop meghatározza a vonatkozó lábjegyzetet, a harmonizált katonai sávra
- A C oszlop meghatározza a polgári, a nem polgári vagy az együttes célú használatra történő felosztást. A polgári célú felosztást P, a nem polgári célút N és az együttes célút E jelöli.
- A D oszlop meghatározza az alkalmazás jellegét. Az elsődleges jelleget 1-es, a másodlagos jelleget 2-es, a harmadlagos jelleget 3-as szám jelöli.
- Az E oszlop meghatározza az alkalmazás használatbavételi lehetőségét. A kijelölt kategóriát K, a tervezett kategóriát T jelöli.
- Az F oszlop meghatározza az alkalmazás megnevezését.
- A G oszlop tartalmazza a vonatkozó nemzetközi és hazai dokumentumokra hivatkozásokat
- A H oszlop tartalmazza a frekvenciasávok használata során alkalmazandó további rádióspektrum-gazdálkodási követelményeket és jellemzőket, valamint sávhasználati feltételeket.

## Felosztása[4]
| Frekvenciatartomány (Hz) | Frekvenciatartomány (Hz) | Használható adóteljesítmény (W) | Használható adóteljesítmény (W) | Használható sávszélesség (Hz) | Üzemmód/felhasználás | Engedélyezett adásmód | Engedélyezett adásmód | Engedélyezett adásmód                                                                              |
| Kezdete                  | Vége                     | CEPT                            | HAREC                           | Használható sávszélesség (Hz) | Üzemmód/felhasználás | Kezdő                 | CEPT                  | HAREC                                                                                              |
| ------------------------ | ------------------------ | ------------------------------- | ------------------------------- | ----------------------------- | --- | --------------------- | --------------------- | -------------------------------------------------------------------------------------------------- |
| 18068000                 | 18095000                 | 0                               | 1500                            | 200                           | CW - 14060000 CW QRP |                       |                       | A1A                                                                                                |
| 18095000                 | 18105000                 | 0                               | 1500                            | 500                           | Keskenysávú digitális üzemmódok - 18100000 FT8 - 18102000 JT9 JT65 - 18103000 PSK31 MFSK16 - 18103100 Olivia - 18104000 FT4 T9 JS8 - 18104600 WSPR |                       |                       | A1A, A1B, A1D, F1A, F1B, F1D                                                                       |
| 18105000                 | 18109000                 | 0                               | 1500                            | 500                           | Keskenysávú digitális üzemmódok - 18105000 T10, FeldHell - 18106000 RTTY - 18107000 FeldHell Automata vezérlésű digitális módok                    |                       |                       | A1A, A1B, A1D, F1A, F1B, F1D                                                                       |
| 18109000                 | 18111000                 | 0                               | 1500                            |                               | IBP |                       |                       | |
| 18111000                 | 18120000                 | 0                               | 1500                            | 2700                          | Keskenysávú digitális üzemmódok Automata vezérlésű digitális módok - 18117000 SSTV(A)                                                              |                       |                       | A1A, A1B, A1D, A2A, A2B, A2D, F1A, F1B, F1D, F2A, F2B, F2D, F3E, F3F, J2A, J2B, J2D, J2E, J3E, R3E |
| 18120000                 | 18168000                 | 0                               | 1500                            | 2700                          | USB hangcsatornák - 18130000 QRP - 18150000 Digitális hangátvitel - 18160000 Vészhelyzeti hívófrekvencia                                           |                       |                       | A1A, A1B, A2A, A2B, F1A, F1B, F2A, F2B, F3E, F3F, J2A, J2B, J2E, J3E, R3E                          |

## Gyakorlati felhasználása
Ebben a sávban a térhullámok útján történő terjedés van, mind az éjszakai, mind a nappali időszakban.
Nappal néhány száz km-es holtzónával kell számolnunk, belföldi összeköttetés nem valósítható meg. Az éjszakai órákban a holtzóna Tovább növekszik, 1000-2000 km-re.
Magyarországról nappal az európai terület vehető célba, a szürkületi órákban DX-összeköttetések is létesíthetőek. Akár kisebb teljesítménnyel is létesíthető interkontinentális összeköttetés.
A terjedésre hat a napfoltciklus, napfoltminimumok idején gyengébb terjedésre kell számítani, ilyenkor a sáv hosszú ideig használhatatlan.